# Coenonympha semenovi
Coenonympha semenovi ist ein Schmetterling (Tagfalter) aus der Familie der Edelfalter (Nymphalidae), der in China vorkommt.

## Beschreibung
Coenonympha semenovi ist eine der kleinsten Arten der Gattung Coenonympha. Die Flügeloberseite der Männchen ist trüb ockergelb und die der Weibchen schmutzig weiß. Auf der Hinterflügelunterseite stehen einige sehr auffällige weiße Flecke, die auf die Oberseite durchschlagen.

### Ähnliche Arten
- Coenonympha sunbecca Eversmann, 1843

## Verbreitung und Lebensweise
Coenonympha semenovi fliegt im Juli und August in Tibet und West-China bis auf 3000 Meter Höhe in Steppen.

## Systematik
Coenonympha semenovi wurde von Sergei Nikolajewitsch Alferaki 1887 in den Mémoires des Lépidoterès erstbeschrieben und nach dem Vizepräsidenten der Russischen Geographischen Gesellschaft, P. P. Séménoff, benannt.
Die Unterart jiadengyuica Huang & Murayama, 1992 ist aus dem Altai in 1380 Meter Höhe beschrieben. Die Grundfarbe der Flügeloberseiten ist graubraun und es fehlen die weißen Flecke. Auf der Flügelunterseite verläuft ein weißes Band mit schwarzem Rand bis in den submarginalen Bereich. Nahe am Apex steht ein weißer Fleck. In den Zellen 2 bis 7 ist jeweils ein weißer Fleck.